# باشگاه فوتبال الفرات
باشگاه فوتبال الفرات (به عربی: نادي الفرات) یک باشگاه فوتبال عراقی می‌باشد. این باشگاه اکنون در بخش جنوبی لیگ برتر عراق بازی می‌کند.